# Zeeraspknotsslak
De zeeraspknotsslak (Cuthona nana) is een slakkensoort uit de familie van de Cuthonidae. De wetenschappelijke naam van de soort werd in 1842 voor het eerst geldig gepubliceerd door Alder & Hancock.

## Beschrijving
Deze kleine naaktslak is overwegend roze van kleur, vanwege de oranje-roze spijsverteringsklier in de vele rugpapillen (cerata). De cerata en rinoforen hebben bleke punten terwijl het lichaam en de koptentakels zelf doorschijnend wit zijn. De rug is dichtbezet met tot 20 rijen cerata die tot ruim voor de rinoforen staan. Deze soort voedt zich met de ruwe zeerasp (Hydractinia echinata), een roze, hydroïdpoliep die normaal wordt aangetroffen op harde substraten maar ook op door heremietkreeften bewoonde slakkenhuizen in beschutte, modderige plaatsen.

## Verspreiding
De zeeraspknotsslak werd beschreven aan de hand van exemplaren gevonden onder stenen bij de laagwaterlijn bij Cullercoats en Whitley Bay aan de Noordzeekust van Engeland. Het wordt gerapporteerd vanuit de noordoostelijk Atlantische Oceaan van Groenland en Spitsbergen, de Britse Eilanden tot aan Bretagne in het zuiden. Sinds 1949 is deze soort in Nederland aanwezig, vooral in de westelijke Oosterschelde, de kop van Walcheren en op wrakken in de Noordzee, maar kan langs de gehele kust aangetroffen waar voldoende voedsel aanwezig is.